# Jiří Hájek (kritik)
Jiří Hájek  (17. července 1919, Pacov – 13. října 1994, Praha) byl český marxistický literární kritik.

## Život

### Mládí
Jiří Hájek se narodil v Pacově roku 1919. Jeho otec, který byl majitelem truhlářství, záhy zemřel (v roce 1933). Gymnázium vystudoval Jiří Hájek v Pelhřimově a v Praze-Libni. V roce 1938 studoval Filozofickou fakultu Univerzity Karlovy, jeho studium bylo po 17. listopadu 1939 přerušeno, v dubnu 1942 byl uvězněn v koncentračním táboře Sachsenhausen. Po propuštění se zapojil do komunistických odbojových organizací Pochodeň a Předvoj. Od října 1944 se stal členem 4. ilegálního vedení KSČ.

### Od osvobození do roku 1968
- 1945–1948 byl redaktorem Rudého práva a Tvorby (při studiu na UK)
- 1949 dokončil studia na Filozofické fakultě UK; titul PhDr. získal v roce 1950 obhájením práce Národní umělkyně Marie Majerová.
- 1949–1951 zaměstnán v Československém státním filmu (člen vedení dramaturgie), propuštěn z politických důvodů
- 1951–1953 literát na volné noze
- 1956 – na II. sjezdu Svazu československých spisovatelů  byl zvolen za člena Ústředního výboru SČSS.[3] Byl jím od dubna 1956 do května 1963.[4]
- 1953–1959 vedoucí redaktor a šéfredaktor nakladatelství Mladá fronta
- 1959 – Šéfredaktor měsíčníku Plamen.[5]
- V roce 1964 publikoval v Plameni výzvu k záchraně a pozdvihnutí fotbalové Slavie, toho času živořící ve druhé fotbalové lize. Na první setkání dorazilo více než tisíc lidí, mezi nimi mnoho umělců a osobností kulturního života. Ti založili Odbor přátel a příznivců Slavie (Hájek byl členem jeho výboru), Slavia nakonec přežila a o rok později postoupila do první ligy.[6]
- leden 1968 – odvolán z funkce šéfredaktora časopisu Plamen; na plenární schůzi české části Svazu čs. spisovatelů uvedl předseda E. Goldstücker, že „...vedení (Svazu) provedlo změnu ve vedení časopisu Plamen, jehož šéfredaktor Jiří Hájek se dostal do neřešitelného rozporu s ústředním výborem svazu.“[7]

### Po roce 1968 (normalizace)
- 1969–1976 Řídil obnovený časopis Tvorba.[8]
- 1971 Jako člen Ústředního výboru KSČ se v roce 1971 stal členem jeho ideologické komise.[9]
- 1988 v květnu byl Jiří Hájek jmenován zasloužilým umělcem.[10]

Rudé právo věnovalo jeho životním jubileím v letech 1979 a 1989 samostatné články.

### Signatář dokumentů
V roce 1946 podepsal prokomunistické „Májové poselství kulturních pracovníků českému lidu!“ publikované před parlamentními volbami do Národního shromáždění. Tento předvolební manifest podepsalo celkem 843 kulturních pracovníků a komunisté volby vyhráli. Později podepsal prokomunistickou výzvu kulturních pracovníků Kupředu, zpátky ni krok!, jež byla vydána dne 25. února 1948 pro podporu komunistického převratu. V lednu 1977 podpořil stávající režim podpisem Anticharty.

### Akademická a vědecká dráha
- 1977 Jmenován profesorem na katedře dějin umění a estetiky Filozofické fakulty
- 1978 Získal titul CSc.
- 1985 Získal titul DrSc.
- 1982–1990 vedoucí Kabinetu pro studium českého divadla Ústavu pro českou a světovou literaturu ČSAV

### Soukromý život
Jiří Hájek se oženil s překladatelkou a redaktorkou Magdou Hájkovou, roz. Stejskalovou (1930–1999). Syn Jiřího Hájka a jeho první manželky Miroslavy Sedloňové (Hájkové), spisovatel a novinář Petr Hájek (* 1951), byl tiskovým mluvčím prezidenta Václava Klause.

## Publikační činnost

### Knižní publikace
Jako student publikoval od roku 1934 básně v „Měsíčníku pokrokového studentstva“ Mladá kultura. V roce 1950 vydal studie Josef Kajetán Tyl, básník revolučního roku 1948 a Marie Majerová: K základům českého socialistického románu. I jeho další vydané studie se často věnují těmto autorům. K řadě knih napsal doslovy. V roce 1977 vydal v Mladé frontě knihu vzpomínek Už jdem po ulici a v roce 1979 ve stejném nakladatelství sbírku veršů Co včera říkali jsme.

### Novinářská činnost
V posledních letech Protektorátu psal Jiří Hájek do kulturní rubriky Lidových novin. Bezprostředně po osvobození přispíval pravidelně do Rudého práva, převážně kritikami divadelních představení. (První dohledaný příspěvek je úvodník na titulní straně Rudého práva z 19. 5. 1945.)
Jeho texty se objevovaly v časopisech jako Divadelní zápisník, Literární noviny, Literární měsíčník, Plamen, Tvorba a dalších.
Jiří Hájek byl šéfredaktorem dvou časopisů:
- Plamen v letech 1958–1968
- Tvorba v letech 1969–1976

Plamen patřil ve své době mezi progresivní časopisy, ve kterém mohli tisknout mladí autoři, často neodpovídající požadavkům socialistického realismu (Josef Škvorecký, Bohumil Hrabal a řada dalších). Vedením Tvorby se Jiří Hájek zařadil mezi tzv. normalizátory.

## Názory současníků
Dva intelektuálové, jimž oběma komunistický režim znemožnil pokračovat v profesionálních drahách vysokoškolského profesora, resp. spisovatele z povolání, měli na Jiřího Hájka rozdílný názor:
- Václav Černý (1905–1987) charakterizoval text Jiřího Hájka z roku 1945, kterým ve Tvorbě napadl básníka Kamila Bednáře, za „...úvod k Hájkově křiklounsky nenávistné a pusté literární budoucnosti“. Jinde v Pamětech označil Hájka za „naivního stranického adorátora švejkismu“.[22]
- A. C. Nor (1903–1986), píše v pamětech Život nebyl sen: „V tehdejší době[p 2] mi byl Jiří Hájek z literárních kritiků nejsympatičtější. Byl snad jediný komunistický kritik, který ... posuzoval vydávané publikace objektivně, odvážil se vytýkat nedostatky prací i protežovaným stranickým autorům a najít kladné prvky i na dílech autorů nestraníků, pokud ovšem takoví autoři mohli tehdy něco vydat. Korunou všeho bylo, že když roku 1956 vyšel román Edvarda Valenty Jdi za zeleným světlem, Hájek o něm napsal, že je to nejlepší románové dílo vydané v posledních deseti letech.“ [p 3][23]